# Sandy Paillot
Sandy Paillot (ur. 27 lutego 1987 w Lyonie) – francuski piłkarz występujący na pozycji obrońcy. Obecnie jest zawodnikiem klubu Grenoble Foot 38.

## Kariera
Paillot jest wychowankiem Olympique Lyon. Przed rozpoczęciem sezonu 2007/2008 został włączony do pierwszej drużyny Olympique. Latem 2007 wziął z nim udział w południowokoreańskim Peace Cup. Wystąpił tam we wszystkich 4 meczach swojej drużyny. W Ligue 1 zadebiutował 23 stycznia 2008 w wygranym 2:0 pojedynku z FC Lorient. Było to jednocześnie jedyne spotkanie rozegrane przez Paillota w barwach Olympique.
31 stycznia 2008 został wypożyczony do drugoligowego Grenoble Foot 38. Zadebiutował tam 22 lutego 2008 w przegranym 0:1 ligowym meczu ze Stade Brestois 29. Do końca sezonu 2007/2008 zagrał w Grenoble łącznie 11 razy, a jego zespół po zajęciu 3. pozycji w lidze wywalczył awans do Ligue 1. Po zakończeniu sezonu Paillot powrócił do Lyonu, jednak 15 sierpnia 2008 ponownie został wypożyczony do Grenoble. 20 grudnia 2008 w wygranym 2:1 pojedynku z Le Mans UC 72 strzelił pierwszego gola w trakcie gry w Ligue 1. Po zakończeniu sezonu 2008/2009 działacze Grenoble wykupili Paillota z Lyonu na stałe.
| Sezon   | Klub             | Kraj    | Rozgrywki | Mecze | Bramki |
| ------- | ---------------- | ------- | --------- | ----- | ------ |
| 2007/08 | Olympique Lyon   | Francja | Ligue 1   | 1     | 0      |
| 2007/08 | Grenoble Foot 38 | Francja | Ligue 2   | 11    | 0      |
| 2008/09 | Grenoble Foot 38 | Francja | Ligue 1   | 17    | 4      |
| 2009/10 | Grenoble Foot 38 | Francja | Ligue 1   |       |        |